# Charles N. Ross
Charles N. Ross auch Charles Nelson Ross (* 25. Dezember 1842 in Port Byron, Cayuga County, New York; † 24. November 1923 in Hartford, Hartford County, Connecticut) war ein US-amerikanischer Bankier und Politiker (Demokratische Partei).

## Werdegang
Charles N. Ross, Sohn von Elmore P. Ross († 1879), war ein wohlhabender Mann aus Cayuga County (New York). Seine Kindheit war von der Wirtschaftskrise von 1837 und dem Mexikanisch-Amerikanischen Krieg überschattet. Während des Bürgerkrieges graduierte er 1862 am Yale College. Kurz darauf wurde er Kassierer in der First National Bank of Auburn, an welcher sein Vater eine Mehrheitsbeteiligung besaß. Nach der Fusion der Auburn City Bank und der First National Bank of Auburn wurde er der Präsident der neuen Bank. 1874 wurde er zum Bürgermeister von Auburn gewählt. Er war von 1876 bis 1877 Treasurer of State von New York. 1876 nahm er als Delegierter an der Democratic National Convention teil. Anfang 1880 verschwand er, was Gerüchten zufolge wegen einer bevorstehenden Insolvenz geschah.